# وانسا ملوچه
وانسا ملوچه (به انگلیسی: Vanessa Meloche) ژیمناست زادهٔ ۱۶ ژوئیهٔ ۱۹۸۵ میلادی اهل کشور کانادا است.